# Справедлива Емі
«Справедлива Емі» (англ. Judging Amy) — американський драматичний телесеріал, створений і вироблений Емі Бреннеман, яка також виконала головну роль. Прем'єра телешоу відбулася на телеканалі CBS 19 вересня 1999 — 3 травня 2005 року.
У центрі сюжету молода жінка, суддя у сімейних справах, яка залишилася одна з дитиною після розлучення. Шоу було засновано на реальному досвіді матері Бреннеман, яка працювала суддею.

## Сприйняття
За шість років в ефірі телесеріал здобув ряд престижних нагород і номінацій, включаючи одинадцять номінацій на премію «Еммі» й одну перемогу 2003 року. Емі Бреннеман тричі була номінована на премії «Золотий глобус», «Еммі», Гільдії кіноакторів США за найкращу жіночу роль у драматичному серіалі та отримала ще кілька нагород і номінацій.

## Сюжет
Емі Грей — молода нью-йоркська прокурорка, яка після розлучення з чоловіком повертається з маленькою дочкою в будинок своєї матері в Гартфорді, штат Коннектикут, де 34-річна жінка стає суддею у сімейних справах. Її мати — соціальний працівник, вона допомагає дочці впоратися із розлученням. У фіналі серіалу Емі йде з посади судді й балотується до Сенату США.

## Актори й персонажі

### Основний склад
- Емі Бреннеман — суддя Емі Медісон Грей
- Тайн Дейлі — Максін Мак-Карті Грей, мати Емі, вдова
- Ден Фаттерман — Вінсент Грей, молодший брат Емі
- Річард Джонс — Брюс Келвін ван Ексель, колега і друг Емі
- Кевін Рам — Кайл Мак-Карті, кузен Емі
- Маркус Джаматті — Пітер Грей, старший брат Емі
- Джессіка Так — Джилліан Грей, дружина Пітера
- Карлі Воррен[en] — Лорен Кессіді, дочка Емі
- Джилліан Арменанте — Донна Козловські, секретар Емі
- Тімоті Омандсон — Шон Поттер, начальник Максін
- Мішель Стеффорд — Лінда Барнс

### Любовні інтереси Емі
- Джон Слеттері / Річард Берджі — Майкл Кессіді, колишній чоловік Емі
- Том Веллінг — Роб Мельцер, тренер Лорен з карате
- Грегорі Гаррісон — Том Джиллетт
- Кріс Сарандон — Баррі Крамбл, суддя
- Рід Даймонд — Стюарт Коллінз
- Едріан Пасдар — Девід Мак-Ларен
- Нісі Неш — офіцер Летиція Сітц